# Sentayehu Ejigu
Sentayehu Ejigu (Debre Marqos, 21 juni 1985) is een Ethiopisch atlete, die zich heeft gespecialiseerd in de 3000 en de 5000 m. Op beide afstanden behoort zij indoor tot de beste tien atletes ter wereld (peildatum oktober 2023). Ze won in 2001 een bronzen medaille op de wereldkampioenschappen voor junioren.

## Persoonlijke records
Baan
| Onderdeel | Prestatie | Datum        | Plaats      |
| --------- | --------- | ------------ | ----------- |
| 1500 m    | 4.15,89   | 13 juli 2001 | Debrecen    |
| 3000 m    | 8.28,41   | 22 juli 2010 | Monaco      |
| 5000 m    | 14.28,39  | 16 juli 2010 | Saint-Denis |

Weg
| Onderdeel      | Prestatie | Datum            | Plaats    |
| -------------- | --------- | ---------------- | --------- |
| 5 km           | 14.51     | 18 april 2015    | Boston    |
| 10 km          | 31.33     | 14 oktober 2013  | Boston    |
| halve marathon | 1:12.05   | 15 december 2013 | New Delhi |

Indoor
| Onderdeel   | Prestatie | Datum            | Plaats     |
| ----------- | --------- | ---------------- | ---------- |
| 1 Eng. mijl | 4.40,43   | 7 februari 2003  | New York   |
| 3000 m      | 8.25,27   | 6 februari 2010  | Stuttgart  |
| 2 Eng. mijl | 9.12,68   | 20 februari 2010 | Birmingham |
| 5000 m      | 14.46,80  | 10 februari 2010 | Stockholm  |

## Palmares

### 1500 m
- 2001:  WK U20 - 4.17,51

### 3000 m
Kampioenschappen
- 2002: 7e Grand Prix Finale - 9.00,74
- 2003:  Ethiopische kamp. - 9.25,32
- 2004:  Ethiopische kamp. - 9.17,59
- 2004: 5e Wereldatletiekfinale - 8.42,63
- 2006: 4e WK indoor - 8.43,38
- 2010:  Athletissima - 8.37,20
- 2010:  WK indoor - 8.52,08

Diamond League-podiumplekken
- 2010:  Herculis – 8.28,41
- 2010:  Athletissima – 8.37,20

### 5000 m
Kampioenschappen
- 2003: 7e Wereldatletiekfinale - 15.25,60
- 2003: 5e Afrikaanse Spelen - 16.45,2
- 2004: 10e OS - 15.09,55
- 2009: 4e WK - 15.03,38
- 2009: 6e Wereldatletiekfinale - 15.28,96
- 2010:  Afrikaanse kamp. - 16.22,32
- 2010:  IAAF/VTB Continental Cup in Split - 16.07,11
- 2011: 4e WK - 14.59,99

Diamond League-podiumplekken
- 2005:  Grand Prix in New York - 15.09,07
- 2008:  Grand Prix in New York - 15.06,37
- 2009:  London Grand Prix - 14.40,00
- 2010:  Shanghai Golden Grand Prix – 14.30,96
- 2010:  Adidas Grand Prix – 15.12,99
- 2010:  Meeting Areva – 14.28,39
- 2010:  London Grand Prix – 14.39,24
- 2010:  Memorial Van Damme - 14.35,13
- 2011:  Shanghai Golden Grand Prix – 14.32,87
- 2011:  Bislett Games – 14.37,50
- 2011:  Meeting Areva – 14.31,66

### 5 km
- 2004: 4e 5 km van Carlsbad - 15.25
- 2006:  5 km van Carlsbad - 15.17
- 2014:  BAA in Boston - 15.16
- 2015:  BAA in Boston - 14.51
- 2015:  New Balance Falmouth Road Race - 16.08

### 10 km
- 2011:  World's Best in San Juan - 31.50
- 2013:  Tufts Health Plan for Women in Boston - 31.33
- 2015: 4e World's Best in San Juan - 32.26
- 2015:  TD Beach To Beacon in Cape Elizabeth - 32.17
- 2015:  New Balance Falmouth Road Race - 33.07
- 2015:  Tufts Health Plan in Boston - 32.37

### veldlopen
- 2003: 6e WK voor junioren - 20.56
- 2009: 14e WK - 27.40